# Клаус Бруске

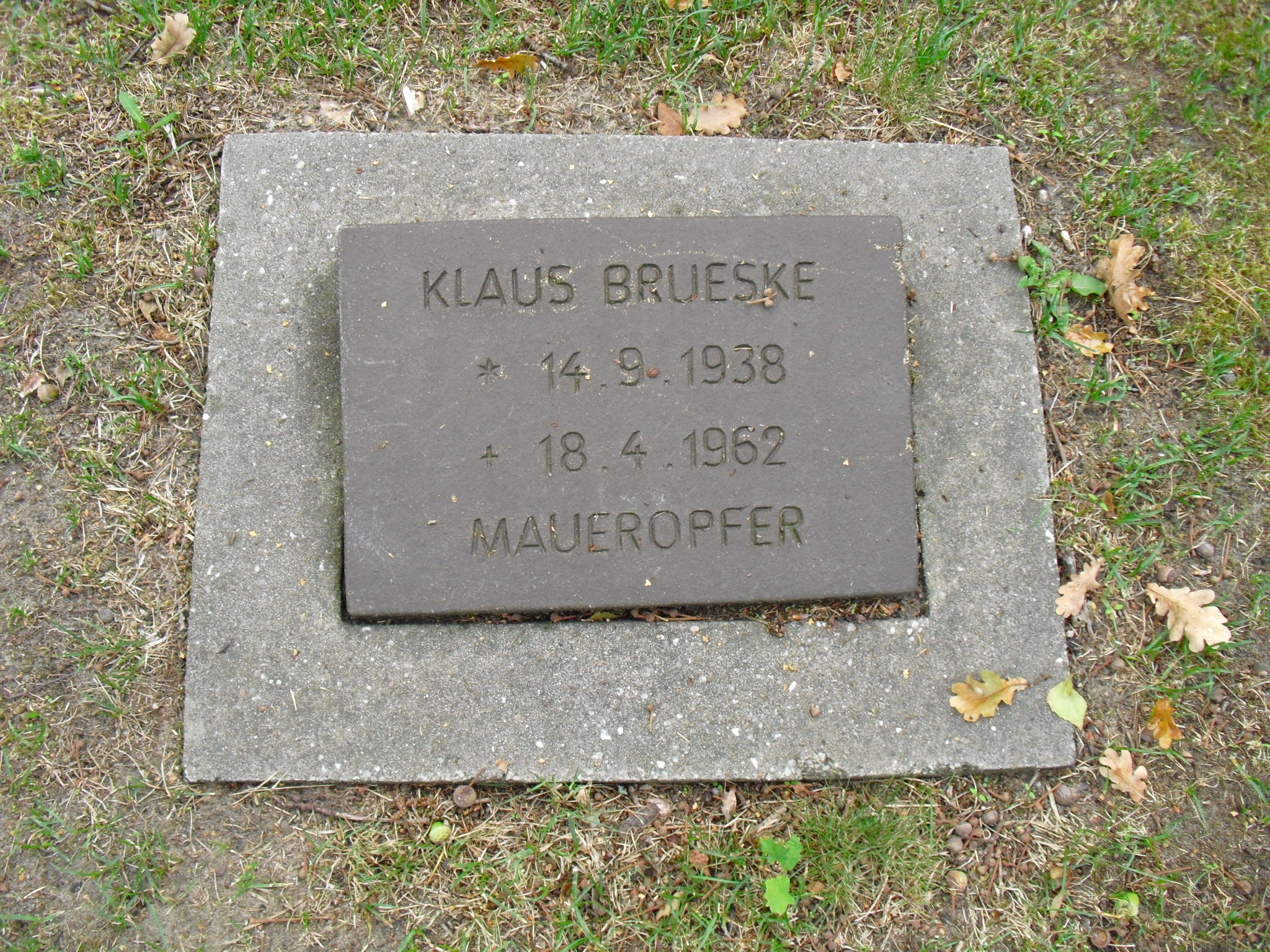
Меморіальний камінь Бруске на цвинтарі Райнікендорф.

Клаус Бруске (нім. Klaus Brueske, 14 вересня 1938 – 18 квітня 1962) – шістнадцята жертва Берлінського муру. Він загинув, намагаючись прорватися до ФРН через прикордонний перехід Генріх-Гейне-штрассе на вантажівці.

## Життя
Клаус Бруске народився одним із восьми дітей. Він виріс у районі Фрідріхсхайн. У 1962 році, коли цей район відійшов до Східний Берлін, Бруске продовжував жити там, але працював у Західному Берліні, водієм вінтажівки на AEG. Після раптового закриття кордону 13 серпня 1961 року та зведення Берлінського муру Брюске залишився у Східному Берліні та знайшов нову роботу водієм вантажівки. Швидко розчарувавшись ситуацією у Східній Німеччині, Брюске почав планувати втечу до Західного Берліна з друзями, вирішивши прорватися через кордон на вантажівці.

## Смерть
17 квітня 1962 року Бруске позичив на роботі вантажівку, нібито для переїзду, і завантажив її піском. Увечері він зустрівся з шістьма друзями, які хотіли втекти разом з ним, і вони випили в барі для хоробрості. Коли вони хотіли підійти до вантажівки, то побачили фольксполіцію та розійшлися, щоб не привертати її уваги. Коли вони пізніше зустрілися біля вантажівки, залишилося лише троє людей, включаючи Бруске, які відважилися втекти.
Бруске сів за кермо, Лотар М. сів на пасажирське сидіння, а Петер Г. ліг у вантажному відсіку вантажівки. Після півночі вони під’їхали до прикордонного переходу на Генрих-Гейне-штрассе зі швидкістю близько 70 км/год і пробили перші два шлагбауми. східнонімецької прикордонної служби зробив загалом 14 пострілів по їх машині.
Вантажівка зупинилася на боці Західного Берліна, врізавшись у стіну будинку. Всі троє отримали поранення і були доставлені до лікарні. Бруске загинув: він отримав два несмертельних вогнепальних поранень у шию, але насмерть задихнувся у піску, який у великій кількості висипався з кузова вантажівки до кабіни внаслідок зіткнення зі стіною.
Похорон Клауса Бруске відбувся на кладовищі Фрідгоф-Любарс у Західному Берліні. Уряд Східної Німеччини не дозволив його матері, братам і сестрам бути присутніми на похороні.
У 1966 році Робоча група 13 серпня встановила меморіальний хрест на прикордонному переході Генріх-Гейне-штрассе на честь Клауса Бруске та Гайнца Шонебергера, застреленого на цьому місці у 1965 році.
Після Возз'єднання Німеччини, Берлінська прокуратура висунула звинувачення проти прикордонника, який стріляв по вантажівці, до Берлінський регіональний суд. У 1998 році суд засудив його до 14 місяців умовного терміну, що є стандартним покаранням у судових процесах щодо Берлінської стіни.